# Josef Trausch
Franz Joseph Trausch (9. února 1795 Brašov – 16. listopadu 1871 Brašov), byl rakouský státní úředník, lexikograf, historik a politik německé národnosti ze Sedmihradska.

## Biografie
Pocházel z rodiny Trauschů, původně z města Štrasburk, která byla v Sedmihradsku usedlá od počátku 17. století. Jeho otec Johann Josef byl magistrátním radou v Brašově (zemřel roku 1831 na choleru). Franz byl evangelického vyznání. Do roku 1813 studoval na gymnáziu v Brašově a v letech 1813–1814 studoval práva na lyceu v Kluži. Absolvoval soudní praxi u soudní tabule v Târgu Mureș. Do roku 1817 působil u sedmihradského gubernia v Kluži a u sedmihradské dvorní kanceláře ve Vídni. Od roku 1817 byl úředníkem v Brašově, nejprve jako aktuár, tajemník a městský archivář, později jako vrchní notář a od roku 1831 magistrátní rada. V roce 1841 byl zvolen do policejního ředitelství. Od roku 1842 byl knižním cenzorem v Brašově. V roce 1846 a znovu 1856 podnikl rozsáhlé zahraniční cesty po Evropě. Během revolučního roku 1848 patřil do sedmihradské deputace do Pešti a Vídně. Koncem roku 1849 byl povolán na místodržitelství do Sibině, kam nastoupil jako referent. Od února 1850 byl komorním prokurátorem a od září 1853 finančním radou. V prosinci 1860 odešel na vlastní žádost do penze.
Byl činný i jako historik. Zabýval se starými sedmihradskými kronikami a církevními dějinami regionu. Působil coby lexikograf. Publikoval obsáhlý Schriftsteller-Lexikon oder biographisch-literärische Denk-Blätter der Siebenbürger Deutschen (1868–1871). Byl spoluzakladatelem a aktivním členem vedení spolku Verein für siebenbürgische Landeskunde. Od roku 1863 byl členem Říšského geologického ústavu ve Vídni a kurátorem brašovského okresu evangelické církve v Sedmihradsku. V roce 1860 mu byl udělen Řád Františka Josefa.
Angažoval se i politicky. Zasedal v Saské národní univerzitě v Sedmihradsku (navzdory názvu nešlo o vzdělávací instituci, ale o samosprávnou a kulturní organizaci sedmihradských Němců Sasů) a na stavovském zemském sněmu (během zasedání v letech 1834/1835, 1837/1838 a 1846/1847).
Zemřel v listopadu 1871 na mrtvici.
Jeho syn Josef Karl Trausch (1842–1896) byl úředníkem a právníkem. Bratranec Eugen Trausch von Trauschenfels (1833–1903) působil jako právník a politik.